# John Montagu

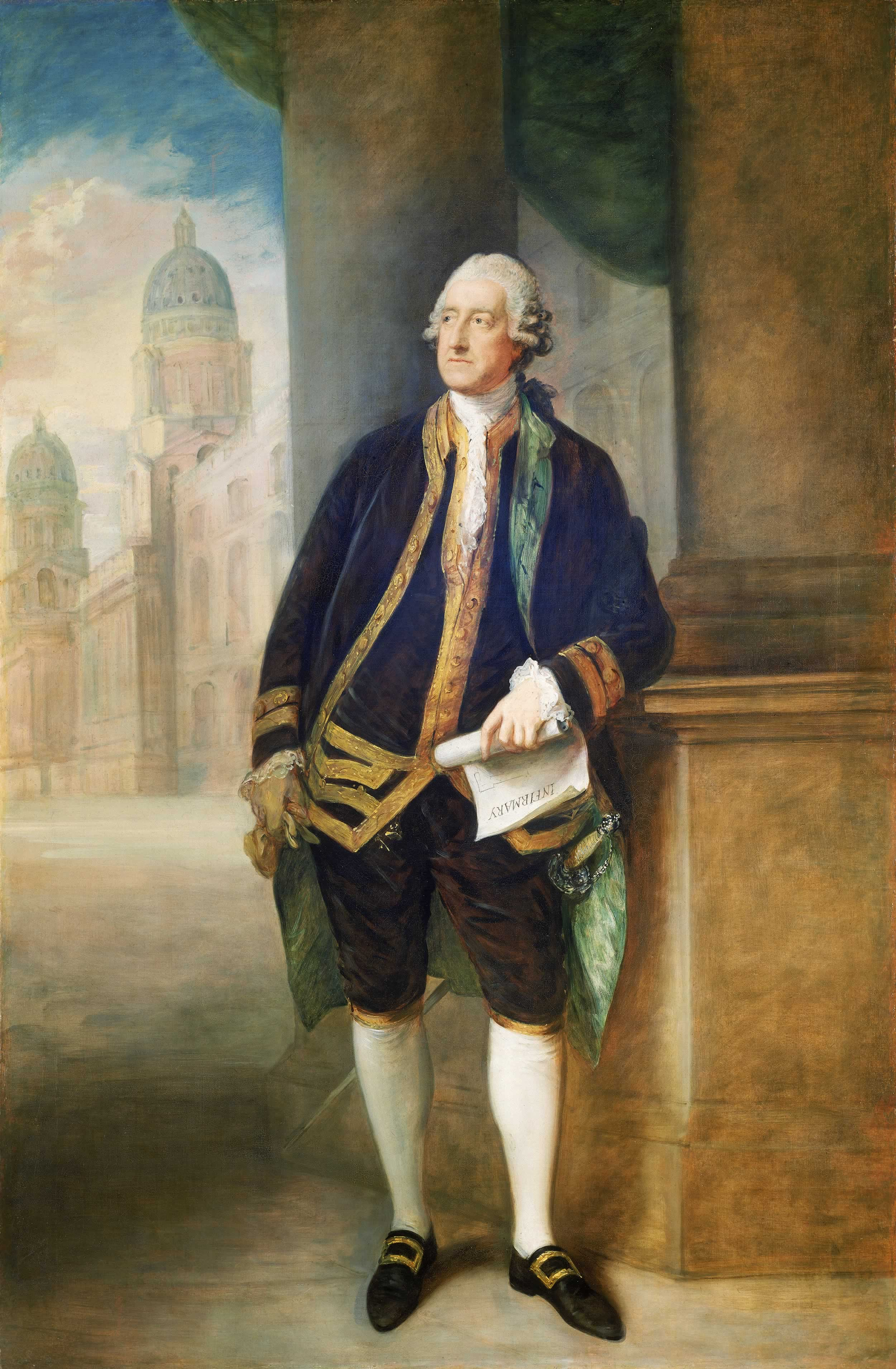
John Montagu, IV conde de Sandwich

John Montagu, IV conde de Sandwich, PC, FRS (13 de noviembre de 1718 - 30 de abril de 1792)sucedió a su abuelo, Edward Montagu, III conde de Sandwich, en 1729, a la edad de diez años. Durante su vida desempeñó varios cargos políticos y empleos militares (tales como Postmaster General, el equivalente al actual ministro de Correos y Telecomunicaciones, primer lord del Almirantazgo y secretario de Estado), pero el hecho por el que ha pasado a la historia es por haber sido uno de los primeros en reclamar el invento del moderno sándwich.

## Biografía

### Primeros años
John Montagu nació en 1718, hijo de Edward Montagu, vizconde Hinchingbrooke. A los cuatro años de edad murió su padre, dejándolo como su heredero. Su madre, Elizabeth Popham, pronto volvió a casarse y tuvo poco contacto con ella. Sucedió a su abuelo como conde de Sandwich en 1729. Educado en Eton y en el Trinity College (Cambridge), Montagu pasó algún tiempo en viajes. En un principio realizó el Grand Tour en una ronda por Europa continental antes de visitar los más inusuales destinos de Grecia, Turquía y Egipto, que eran entonces parte del Imperio Otomano. Esto lo llevó a fundar más tarde una serie de sociedades orientalistas. 
A su regreso a Inglaterra en 1739 tomó su asiento en la Cámara de los Lores como seguidor del duque de Bedford, uno de los políticos más ricos y poderosos de la época. Se convirtió en un Whig patriota y uno de los críticos más agudos del gobierno de Walpole, atacando a la estrategia del gobierno en la Guerra de Sucesión de Austria. Al igual que muchos whigs patriotas, Lord Sandwich se oponía a la ayuda de Gran Bretaña a Hannover y se opuso firmemente al despliegue de las tropas británicas en el continente europeo para protegerlo, argumentando que Gran Bretaña debería hacer un mayor uso de su poder naval. Llamó la atención por sus discursos en el parlamento, lo que le valió una reputación por establecer claramente su argumento, aunque carecían de la elocuencia natural.

### Vida privada

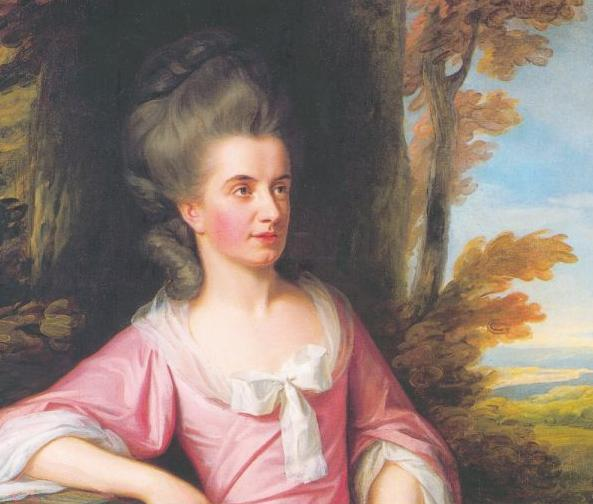
Martha Ray por Nathaniel Dance, 1777 (detalle de retrato mayor).

Durante varios años Sandwich tuvo como amante a Fanny Murray, tema de Wilkes en Ensayo sobre la Mujer (1763), pero finalmente se casó con Dorothy Fane, hija de Charles Fane, I vizconde Fane, con quien tuvo un hijo, John, vizconde Hinchingbrooke (1743-1814), que más tarde le sucedió como el quinto conde. 
La primera tragedia personal de Sandwich fue el deterioro de la salud de su esposa y su eventual locura. Durante la decadencia de su esposa, Sandwich comenzó un romance con la talentosa cantante de ópera Martha Ray. Durante su relación, Ray dio a luz al menos cinco y quizás hasta nueve hijos, incluyendo a Basil Montagu (1770-1851), escritor, jurista y filántropo. La tragedia fue a golpear de nuevo en abril de 1779 cuando Ray fue asesinada en el vestíbulo de la Royal Opera House en el Covent Garden por un pretendiente celoso, James Hackman, Rector de Wiveton. Sandwich nunca se recuperó de su dolor. Los acontecimientos que rodearon la muerte de Ray fueron representados en una popular novela, Amor y locura (1780), de Herbert Croft. Se dice que John Montagu tuvo una amante previa a Ray, una ama de casa supuestamente llamada Josefina Arcagni.
Sandwich se retiró del servicio público en 1782, y vivió otros diez años en el retiro en la finca de la familia, Hinchingbrooke House, en Huntingdonshire, hasta su muerte el 30 de abril de 1792. Fue enterrado en la Iglesia de Todos los Santos en Barnwell, Northamptonshire, en el presbiterio. Su título de conde de Sandwich pasó a su hijo mayor, John Montagu, V conde de Sandwich.

## Cronología
- 1718 - El IV conde de Sandwich nace el 13 de noviembre de 1718.
- 1729 - Sucede a su abuelo, Edward (III conde), a la edad de diez años.
- 1729 - Realiza sus estudios en Eton y en el Trinity College Cambridge.
- 1740/41 - El 14 de marzo se casa con la honorable Dorothy Fane en St. James's, Westminster.
- 1746 - Es enviado al Congreso de Breda como plenipotenciario, y comisionado para tomar parte en las negociaciones que terminaron con la firma del Tratado de Breda (1748)
- 1748 - Comienza a desempeñar el cargo de primer lord del Almirantazgo.
- 1763 - Comienza a ejercer como primer secretario del Estado.
- 1768 - Elegido como Postmaster General.
- 1770 - Es reelegido secretario de Estado.
- 1771–1782 - Vuelve a desempeñar el cargo de primer lord del Almirantazgo, esta vez durante la Guerra de Independencia de los Estados Unidos
- 1779 - Su amante Martha Ray, madre de cinco de sus hijos, es asesinada por su admirador James Hackman en Covent Garden.
- 1782 - Se retira de sus cargos públicos en marzo.
- 1792 - Muere el 30 de abril.

## Invento del sándwich
A John Montagu IV se le atribuye el invento del sándwich. Se cuenta que durante las negociaciones de la Paz de Aquisgrán su pasión por los juegos de ajedrez lo habría llevado a descuidar las comidas. Preocupados por ello, sus criados se las ingeniaron para prepararle alimentos que pudiera comer sin dejar de jugar a las cartas. Así pues, el conde se acostumbró a utilizar dos rebanadas de pan para evitar mancharse los dedos con el fiambre y las carnes frías que le servían para comer, lo que le permitía satisfacer su apetito sin dejar de jugar como un verdadero caballero británico.